# Diocesi di Milevi
La diocesi di Milevi (in latino Dioecesis Milevitana) è una sede soppressa e sede titolare della Chiesa cattolica.

## Storia
Milevi, identificabile con Mila nella provincia omonima in Algeria, è un'antica sede episcopale della provincia romana di Numidia.
Sono diversi i vescovi conosciuti di questa diocesi africana. Poliano partecipò al concilio di Cartagine convocato il 1º settembre 256 da san Cipriano per discutere della questione relativa alla validità del battesimo amministrato dagli eretici, e figura al 13º posto nelle Sententiae episcoporum. Nella seconda metà del IV secolo Milevi fu la sede episcopale di sant'Ottato, autore, verso il 366/367, di un'opera polemica, il Contra Parmenianum donatistam, nota anche con il titolo di De schismate donatistarum, o semplicemente di Libri Optati; quest'opera, inizialmente in sei libri, fu aumentata di un ulteriore libro dopo il 384. Ottato è ricordato nel martirologio romano il 4 giugno con queste parole: «A Mila in Numidia, nell'odierna Algeria, commemorazione di sant'Ottato, vescovo, che con i suoi scritti contro l'eresia donatista sostenne l'universalità della Chiesa e il profondo bisogno di unità dei cristiani.»
Nell'opera Contro le lettere di Petiliano, sant'Agostino denuncia quei praepositi e ministri che si sono resi indegni con la loro iniquità e per questo sono stati deposti. Tra questi menziona Onorio di Milevi, ritenuto da molti autori come appartenente alla classe dei praepositi, ossia dei vescovi. Se questa interpretazione è corretta, Onorio fu vescovo di Milevi tra Ottato e Severo.
Severo governò la Chiesa di Milevi dal 395 circa fino alla sua morte avvenuta nel 426, prima del 26 settembre. Fu concittadino e amico di sant'Agostino, con il quale ebbe un fitto scambio epistolare, ed anche con san Paolino di Nola, che ebbe modo di visitare in Italia. Severo è documentato in diverse assemblee africane di quel periodo: il concilio di Milevi del 27 agosto 402, il concilio di Cartagine del 22 agosto 408, la conferenza di Cartagine del 411, che dovette però ben presto abbandonare a causa di malattia. A questa stessa conferenza prese parte il vescovo donatista di Milevi, Adeodato, che fece parte del gruppo di avvocati incaricati di prendere le difese del partito donatista.
Dopo Adeodato, Morcelli aggiunge il vescovo Ottato II, che tuttavia appartiene alla diocesi di Vescera. Successivo vescovo noto di Milevi è Bennato, il cui nome figura al 114º posto nella lista dei vescovi della Numidia convocati a Cartagine dal re vandalo Unerico nel 484; Bennato, come tutti gli altri vescovi cattolici africani, fu condannato all'esilio.
Infine Restituto fu tra i padri del secondo concilio di Costantinopoli nel 553.
Milevi fu sede di diversi concili locali: uno donatista nel 397 e due cattolici nel 402 e 416.
Dal XVII secolo Milevi è annoverata tra le sedi vescovili titolari della Chiesa cattolica; dal 29 giugno 2024 l'arcivescovo, titolo personale, titolare è Julien Kaboré, nunzio apostolico in Ghana.

## Cronotassi

### Vescovi residenti
- Poliano † (menzionato nel 256)
- Sant'Ottato † (prima del 366/367 - dopo il 384)
- Onorio ? † (fine IV secolo)
- Severo † (circa 395 - 426 deceduto)
  - Adeodato † (menzionato nel 411) (vescovo donatista)
- Bennato † (menzionato nel 484)
- Restituto † (menzionato nel 553)

### Vescovi titolari
- Emmanuele di San Ludovico, O.F.M. † (8 febbraio 1672 - ? deceduto)
- Giacinto de Saldanha, O.P. † (28 gennaio 1675 - ?)
- Johann Ignaz Dlouhovesky † (10 aprile 1679 - 10 gennaio 1701 deceduto)
- Caius Asterius Toppi † (15 novembre 1728 - prima del 20 maggio 1754 deceduto)
- Anton Révay † (20 maggio 1754 - 16 settembre 1776 nominato vescovo di Rožňava)
- Wilhelm Joseph Leopold Willibald von Baden † (12 luglio 1779 - 9 luglio 1798 deceduto)
- Angiolo (Angelo) Cesarini † (28 settembre 1801 - 7 maggio 1810 deceduto)
- Thomas Coen † (26 gennaio 1816 - 9 ottobre 1831 succeduto vescovo di Clonfert)
- William Bernard Allen Collier, O.S.B. † (14 febbraio 1840 - 7 dicembre 1847 nominato vescovo di Port-Louis)
- Jean-Marie Tissot, M.S.F.S. † (11 agosto 1863 - 25 novembre 1886 nominato vescovo di Vizagapatam)
- Charles Lavigne, S.I. † (13 settembre 1887 - 27 agosto 1898 nominato vescovo di Trincomalee)
- James Bellord † (16 febbraio 1899 - 11 giugno 1905 deceduto)
- Giovanni Borzatti de Löwenstern † (11 marzo 1907 - 17 febbraio 1926 deceduto)
- Acacio Chacón Guerra † (10 maggio 1926 - 1º agosto 1927 succeduto arcivescovo di Mérida)
- Anton Gisler † (20 aprile 1928 - 4 gennaio 1932 deceduto)
- Jean-Félix de Hemptinne, O.S.B. † (15 marzo 1932 - 6 febbraio 1958 deceduto)
- José Manuel Piña Torres † (12 maggio 1958 - 7 luglio 1997 deceduto)
- Joseph Ignace Randrianasolo † (24 ottobre 1997 - 3 giugno 1999 nominato vescovo di Mahajanga)
- Joseph Chennoth † (24 agosto 1999 - 8 settembre 2020 deceduto)
- Juan Carlos Arcq Guzmán (17 ottobre 2020 - 8 giugno 2024 nominato vescovo di Tacámbaro)
- Julien Kaboré, dal 29 giugno 2024